# ماتئو زانینی
ماتئو زانینی (انگلیسی: Matteo Zanini؛ زادهٔ ۱۰ مهٔ ۱۹۹۴) بازیکن فوتبال اهل ایتالیا است.
از باشگاه‌هایی که در آن بازی کرده‌است می‌توان به باشگاه فوتبال چزنا اشاره کرد.